# Giovanni Francesco Mormando
Giovanni Francesco Mormando, cuyo verdadero nombre era Giovanni Francesco Donadio (Mormanno, Reino de Nápoles, 1449 – Nápoles, Reino de Nápoles, 1530), fue un arquitecto y organero italiano. Es considerado el padre del Renacimiento napolitano.

## Biografía

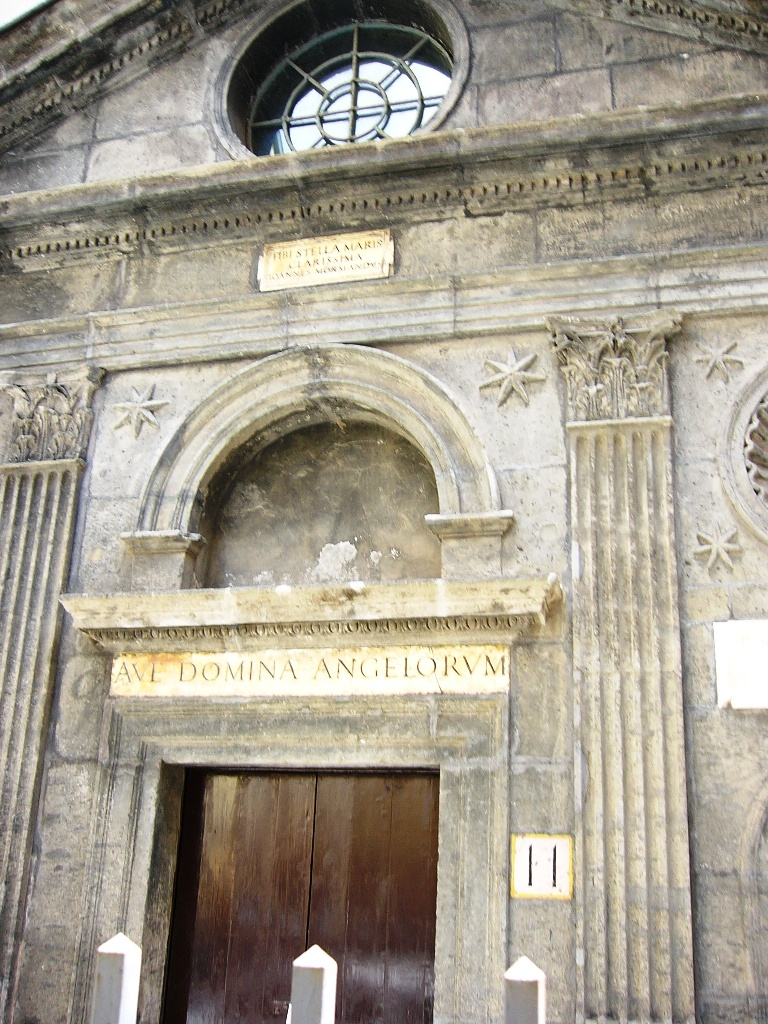
Fachada de la iglesia de Santa Maria della Stella alle Paparelle, Nápoles.

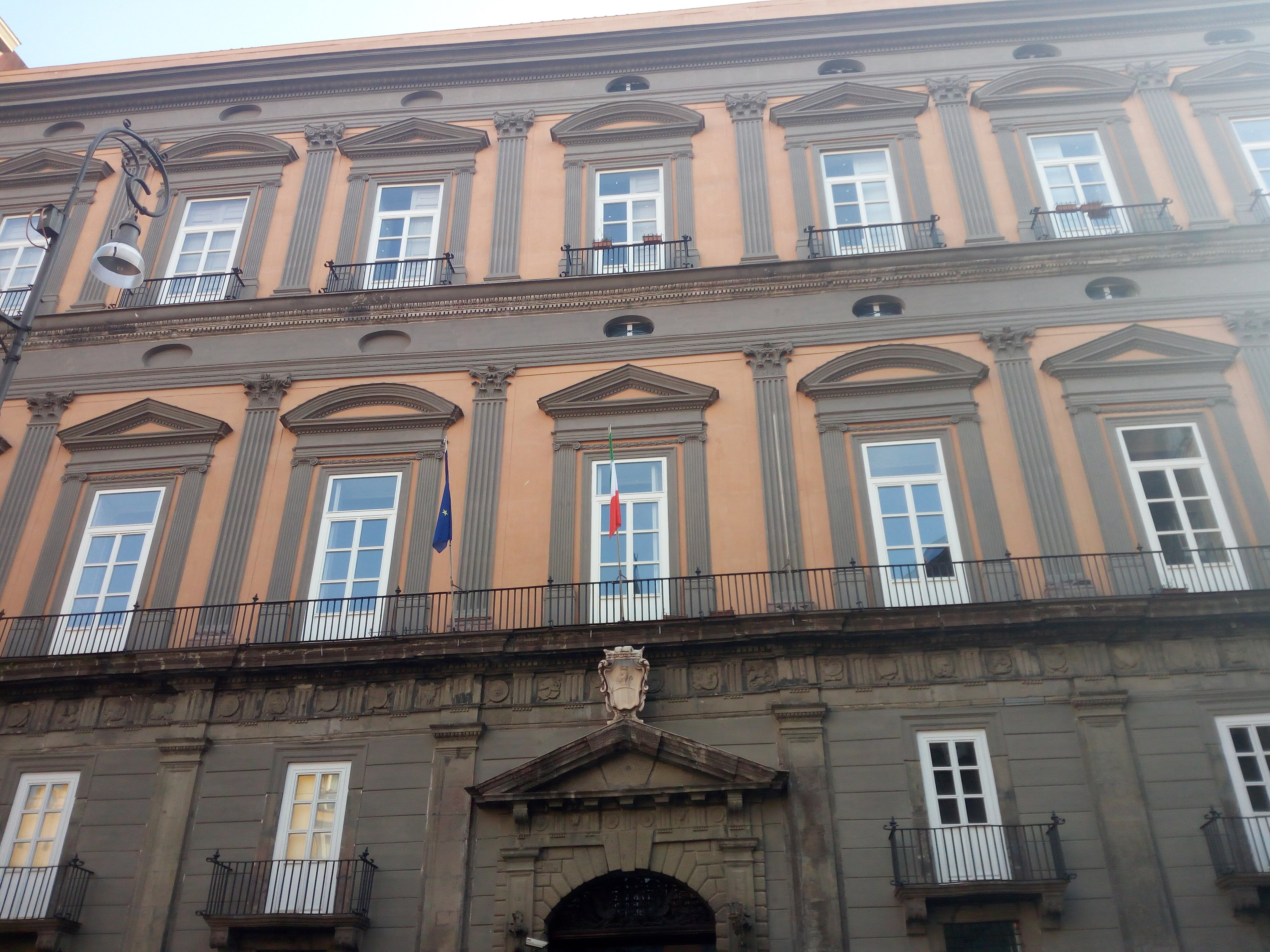
Palazzo Saluzzo di Corigliano, Nápoles.

Giovanni Francesco Donadio nació en la localidad calabresa de Mormanno, en el Reino de Nápoles. Se mudó a la capital del Reino en 1483 y, según el humanista Pietro Summonte, empezó su carrera como organero aprendiendo las técnicas de Lorenzo da Prato, quien en ese entonces estaba trabajando en Castel Nuovo para Fernando I de Nápoles. Construyó órganos para iglesias ubicadas en Nápoles y otras ciudades del Reino como Trani, Serino, Sulmona, Lecce y Aversa.
Los primeros testimonios de su actividad arquitectónica se remontan a 1507. En unos pocos años, logró convertirse en el arquitecto favorito de la nobleza napolitana, llegando así a ser nombrado Primer Arquitecto del Reino. Diseñó tanto edificios residenciales (como el Palazzo Marigliano o el Palazzo di Sangro di Vietri) como religiosos (en particular, la iglesia inferior del Monasterio de los Santos Severino y Sossio). Su última obra atestiguada en Nápoles es la iglesia de Santa Maria della Stella alle Paparelle (1519).
También fue activo en otras ciudades del Reino de Nápoles, sobre todo en su nativa Calabria. En Vibo Valentia, realizó la iglesia de San Michele, cuyas formas arquitectónicas derivan de la contemporánea iglesia de Santa Maria della Stella alle Paparelle, aunque convertidas en dimensiones monumentales. En Cosenza, realizó la portada del Palazzo De Matera, parecida a la del Palazzo Marigliano en Nápoles, y la fachada del Palazzo Cavalcanti.
La influencia del estilo mormandeo se propagó rápidamente en todo el Reino de Nápoles, caracterizando el lenguaje arquitectónico de la Italia meridional. De hecho, logró reinventar localmente el estilo del Renacimiento florentino, dando vida al Renacimiento napolitano. Fue el creador de unos arquetipos que serían utilizados por muchos otros artistas a lo largo de los siglos XV y XVI.
En Nápoles, entre sus discípulos se encontraba Giovanni Francesco Di Palma, quien simplificó el estilo del maestro.